# Wahn und Müll
Wahn und Müll. Berichte und Gedichte ist eine Aufsatzsammlung von Jürg Federspiel. Das Buch erschien 1983 im Limmat Verlag in Zürich.

## Inhalt
Wahn und Müll besteht aus sechs Kurzgeschichten und neun Gedichten.

### Die Zerstörung des Clarence Schmidt
Indem Federspiel die Schöpfungsgeschichte parodiert, porträtiert er den Aussteiger Clarence Schmidt, der sich für einen Künstler hält und auf einer privaten Ranch ein Sammelsurium an Schrott und anderem Krimskrams angelegt hat. Eines Tages brennt das Anwesen von Schmidt ab. 

### Vito, König der Hippies
Vito, der Besitzer eines Süssigkeitenladens ist Hippie und lebt mit seinen Anhängern in einer Kommune. Er selbst hat seinen erlernten Beruf aufgegeben und ist nach einer Reise nach Griechenland in die USA zurückgekehrt. Er lebt nach einer eklektischen Philosophie, die aus vereinfachten Versatzstücken östlicher Lehren besteht. Federspiel sieht in ihm einen Langweiler und raffgierigen Spiesser. 

### Varlin
Es wird der Schweizer Künstler Willy Guggenheim, genannt Varlin beschrieben. Genau wie Federspiel inspiriert ihn New York, das auf ihn zugleich faszinierend und abstossend wirkt. Es wird die Biographie Varlins wiedergegeben und die Frage aufgeworfen, ob eine bestimmte Sozialisation für den Werdegang als Künstler mitverantwortlich ist. 

### Mein Bericht über den Brand des Ringtheaters Wien
Der Ringtheaterbrand wird in einem fiktiven Dramatext beschrieben. Dabei tauchen Kilroy und die Kunstfigur Paratuga auf. Mit schwarzem Humor und Wiener Lokalkolorit soll das Geschehen rekonstruiert werden.

### Madame Tussaud – Kriegsgewinnlerin
Es wird die Geschichte der aus der Schweiz stammenden Marie Tussaud beschrieben, die aus einer Henkerfamilie stammt. Während der Zeit der Französischen Revolution beginnt sie, Wachsfiguren herzustellen.

### Der grösste Abfallhaufen unter dem Mond
Die Kehrseite des American Way of Life ist die Verschwendung und Überproduktion bei gleichzeitiger Armut. Federspiel schaut sich auf der grössten New Yorker Müllkippe um.

### Ausgaben
- Jürg Federspiel: Wahn und Müll. Limmat-Verlag, Zürich 1983, ISBN 978-3-85791-063-0 (130 S., Erstausgabe).
- Jürg Federspiel: Böses. Wahn und Müll. Suhrkamp, Frankfurt am Main 1990, ISBN 978-3-518-38229-5 (135 S.).